# كأس ملك إسبانيا 1921
كأس ملك إسبانيا 1921 (بالإسبانية: Copa del Rey de Fútbol 1921) هو موسم من كأس ملك إسبانيا. فاز فيه أتلتيك بيلباو.